# Paul Moravec
Paul Moravec (* 2. November 1957 in Buffalo) ist ein US-amerikanischer Komponist und Hochschullehrer. Im Jahr 2004 wurde er mit dem Pulitzer Prize for Music ausgezeichnet.

## Leben und Werk
Paul Moravec studierte an der Harvard University und der Columbia University. Noch vor seinem Abschluss mit dem Doctor of Musical Arts 1987 wurde er mit dem Rompreis der American Academy in Rome ausgezeichnet und verbrachte ein Jahr (1984/85) in Italien; 1985 folgte der Charles Ives Award in Music Composition der American Academy of Arts and Letters. Von 1987 bis 1996 lehrte er Theorie, Harmonielehre, Kontrapunkt und Komposition am Dartmouth College sowie 1997/98 am Hunter College in Hunter. Seit 1987 ist Moravec außerdem Mitglied des Lehrkörpers der Adelphi University in New York und hat dort eine Professur inne. Neben weiteren Auszeichnungen erhielt er 1993 ein Stipendium der Rockefeller Foundation. 2013 hielt er sich – diesmal als Paul Fromm Composer-in-Residence – erneut an der American Academy in Rom auf.
2004 erhielt Moravec für die im Jahr zuvor uraufgeführte, durch Shakespeare inspirierte Tempest Fantasy für Klarinette, Violine, Cello und Klavier den Pulitzer Prize for Music. 2010 wurde er in die American Philosophical Society aufgenommen.
Paul Moravec ist Komponist von über 100 Werken, von der Orchester- und Kammermusik bis zu Chorwerken und Liedern, Filmmusik sowie in jüngerer Zeit auch im Bereich der Oper. Dabei bevorzugt er eine leicht zugängliche Schreibweise, die er wie folgt charakterisiert:
As a composer, I try always to make beautiful things, and I use whatever techniques and materials are useful for the particular composition at hand. Some of those materials are atonal or nontonal, but the overall harmonic context of my music derives from the tonal tradition, which after all is the lingua franca of Western music – essentially, Monteverdi to the Beatles and beyond. (Deutsch: Als Komponist bemühe ich mich stets, Schönes zu schaffen und nutze sämtliche Techniken und Materialien, die für die jeweilige Komposition passend sind. Manche dieser Materialien sind atonal oder nicht-tonal, aber den harmonischen Rahmen meiner Musik bildet die tonale Tradition als lingua franca der westlichen Musik – im Wesentlichen von Monteverdi bis hin zu den Beatles und darüber hinaus.)